# 대한민국 통일부
통일부(統一部)는 통일 및 남북대화·교류·협력에 관한 정책의 수립, 통일교육, 그 밖에 통일에 관한 사무를 관장하는 대한민국의 중앙행정기관이다. 장관은 국무위원으로, 차관은 정무직공무원으로 보한다. 평화적통일 을 위해 통일부 는 오늘도 내일도 달리는중

## 소관 사무
- 통일 및 남북대화·교류·협력·인도지원에 관한 정책의 수립에 관한 사무
- 북한정세 분석에 관한 사무
- 통일교육·홍보에 관한 사무
- 그 밖에 통일에 관한 사무

## 역사
1966년 7월 14일 국회에 여야 의원 10명으로 통일연구특별위원회를 설치하여 통일 문제를 논의할 상설기구를 설치할 것을 연구하기로 했다. 특위는 다음 해 1월 말에 활동보고서를 제출했는데 정부 내에 국무위원을 장으로 하는 전담기구를 설치하고 국회에도 해당 상임위원회를 둘 것을 주요 골자로 했다. 이 보고서는 이후 2월 27일 본회의를 통과했다.
1968년 4월 19일에는 정부가 국토통일원을 설치하고자 「정부조직법」 개정안을 만들어 국회에 제출했으며, 7월 24일 관보에 게재되었다. 하지만 당초 8월 15일에 정식 발족하기로 했지만 그 해에 가뭄과 홍수 대책을 마련하고 조선민주주의인민공화국의 도발에 대처하여 안보 기능을 강화하는 문제가 시급한 과제로 떠오르면서 국토통일원 발족이 연기되었다. 그리고 다음 해 3월 1일에 정식 개원식을 가졌다.
국토통일원이 설치될 당시 통일이 당장 가시적인 효과가 있다고 착각·기대를 경계하는 목소리도 있었지만 초당적 입장을 통해 통일 문제가 정쟁의 소용돌이에 휘말려들지 않도록 중심을 잡아야 한다며 기대가 컸다. 하지만 북한의 정치·사회 등의 자료를 수집하고 분석하는 연구 기능을 본업으로 하여 통일을 지향하지 않고 분단고착적 시각에서 탈피하지 못해 냉전논리 전파에만 치중했다는 비판을 받기도 했다. 남북 대화도 국토통일원을 중심으로 창구를 일원화하지 않고 소관사무에 따라 외무부, 문교부, 문화공보부, 상공부, 체육부 등이 각각 대화를 추진하여 혼선을 빚기도 했다. 이를 바탕으로 국토통일원의 책임과 권한이 실제와 괴리가 큰 만큼 조직의 정비가 필요하다는 주장이 제기되었다.
1989년 1월 행정개혁위원회는 국토통일원의 사무를 통일정책을 수립·집행하고 남북교류업무를 기획·조정하여 권한을 강화하는 개편지침을 마련했다. 국토통일원의 기본 기능인 연구 사무는 통일연구소 따위를 설치해 이관하는 방안도 함께 제시했다. 다만, 외무부·국방부 등 부처들은 대북 업무의 중복·이원화를 이유로 국토통일원의 지위 격상에 반대하고 국가안전기획부 등 대통령 직속기구들이 통일원의 간섭을 쉽게 받아들이지 않을 것이라는 비판도 있었다. 통일원 장관이 부총리를 겸직해도 같은 부총리급 기구인 경제기획원과 안기부가 예산편성권, 보안감사라는 권한을 가지고 있지만 이에 필적할 권한을 통일원이 가지고 있지 않으며 경제기획원에 비해 왜소하여 통일원의 격상 문제를 신중히 다뤄야 한다는 비판도 있었다.
하지만 통일 시대를 앞당기겠다는 노태우 정부의 의지가 반영되어 1990년 국토통일원을 통일원으로 개편하면서 기능을 확대하고 장관이 부총리를 겸직하도록 승격시켰다. 이로써 통일원이 통일 업무에 대한 총괄 조정 기능을 수행하면서 통일정책을 주도할 수 있도록 되었다. 다만 실질적으로 부총리로써의 역할을 제대로 수행할 지는 여전히 의문으로 남았다.
1998년 2월 김대중 정부가 출범한 뒤에는 대한민국의 IMF 구제금융 요청을 극복하기 위해 상대적으로 작은 정부를 지향하면서 부총리제를 폐지하면서 통일원도 지금의 통일부로 개편되었다. 또한 민주평화통일자문회의 사무처를 통일부에 통합시켰다.
2008년 이명박 정부의 출범을 앞두고는 통일부 폐지론이 나왔다. 제17대 대한민국 대통령직인수위원회가 "통일부를 따로 두는 것은 냉전시대의 산물"이라며 폐지 카드를 꺼냈기 때문이다. 인수위는 남북 회담은 외교통일부로(인수위는 외교통상부를 외교통일부로 개편하는 안을 함께 제시했다), 북한이탈주민 지원은 지자체에서, 대북경제협력은 지식경제부와 국토해양부가, 대북 정보 분석은 국가정보원이 관할할 것이라 하면서 한 부처가 독점하던 대북 업무를 모든 정부 부처가 함께 책임지는 시스템으로 개편해 투명성과 효율성을 높이고자 했다고 설명했다. 하지만 지나친 기능 분산은 컨트롤타워의 부재를 초래하여 효과적인 대북전략 수립에 지장이 생길 것이라는 반론과 함께 정치권에서 이념 갈등으로까지 비화되었다. 이후 존치가 결정되었지만 이명박 정부 출범 이후 정부조직개편 후속조치로 5본부 2단 40팀이었던 기존 직제를 1실 3국 1단 24과로 정리하면서 정원도 80명이 감축하여 조직이 크게 축소되었다.
문재인 정부가 출범한 뒤로는 "남북관계를 개선하고, 남북 경제구상을 실현하는데 통일부의 역할이 지대하다"고 강조하는 등 위상이 강화되었지만 보수 성향의 윤석열 정부가 출범하면서 다시 지위가 흔들렸다. 2023년 4월 조직 개편을 단행하여 북한 주민의 인권 증진에 적극적으로 대응하고 북한 정보의 체계적 수집·관리 기능을 강화하는 한편 남북 교류에 관한 업무를 축소했다. 또한 남북연락 채널에 불응하고 개성공단을 무단으로 사용하는 북한의 행태에 대해 강력 규탄과 강한 유감을 표명하는 등 통일부가 직접 대북 압박에 나서는 모습을 보이기 시작했다.

### 연혁
- 1968년 7월 24일: 국토통일원을 설치.[20]
- 1990년 12월 27일: 통일원으로 개편.[21]
- 1998년 2월 28일: 통일부로 개편.[22]

### 역대 로고

1998년부터 2005년까지 사용된 통일부 로고
2005년부터 2016년까지 사용된 통일부 로고

## 조직
| 실·국              | 정책관·심의관실    | 담당관실·과                                                                      |
| 장관 산하 하부조직 | 장관 산하 하부조직 | 장관 산하 하부조직                                                               |
| ------------------ | ------------------ | -------------------------------------------------------------------------------- |
| 대변인실           | 대변인실           | 공보담당관실ㆍ홍보담당관실                                                       |
| 장관정책보좌관실   |                    |                                                                                  |
|                    |                    | 납북자대책팀                                                                     |
| 차관 산하 하부조직 |                    |                                                                                  |
| 기획조정실         | 정책기획관실       | 기획재정담당관실ㆍ혁신행정법무담당관실ㆍ정보화담당관실ㆍ비상안전담당관실         |
|                    |                    | 감사담당관실ㆍ운영지원과                                                         |
| 통일정책실         | 통일정책협력관실   | 정책총괄과ㆍ전략기획과ㆍ위기대응과ㆍ통일기반조성과ㆍ메시지기획팀ㆍ통일미래추진과 |
| 통일정책실         | 통일기획관실       |                                                                                  |
| 인권인도실         | 인권정책관실       | 북한인권기획과ㆍ북한인권증진과ㆍ이산가족과ㆍ국립6.25전쟁납북자기념관팀           |
| 인권인도실         | 정착안전정책관실   | 인도지원과ㆍ정착지원과ㆍ안전지원과                                               |
| 정보분석국         | 정보분석국         | 정보분석총괄과ㆍ정치군사분석과ㆍ경제분석과ㆍ사회문화분석팀                       |
|                    | 북한정보협력관실   | 정보조사협력과ㆍ북한정보서비스과ㆍ자료관리팀                                     |
| 통일협력국         | 통일협력국         | 통일협력기획과ㆍ국제협력과ㆍ참여소통과ㆍ통일인식확산팀                           |

### 소속기관
- 장관의 관장 사무를 지원하는 기관
  - 남북관계관리단, 북한이탈주민정착지원사무소, 북한인권기록센터, 한반도통일미래센터
- 장관의 관장 사무를 지원하는 책임운영기관
  - 국립통일교육원

### 소속 자문위원회
| 위원회명               | 설치근거                       | 비고 |
| ---------------------- | ------------------------------ | ---- |
| 남북관계발전위원회     | 남북관계발전에관한법률 제14조  |      |
| 남북교류협력추진협의회 | 남북교류협력에 관한 법률 제4조 |      |
| 통일고문회의           | 통일고문회의규정 제1조         |      |

## 정원
통일부에 두는 공무원의 정원은 다음과 같다.
| 총계      | 총계                        | 282명 |
| --------- | --------------------------- | ----- |
| 정무직 계 | 정무직 계                   | 2명   |
|           | 장관                        | 1명   |
|           | 차관                        | 1명   |
|           |                             |       |
| 별정직 계 | 별정직 계                   | 2명   |
|           | 고위공무원단                | 1명   |
|           | 3급 상당 이하 5급 상당 이상 | 1명   |
|           |                             |       |
| 일반직 계 | 일반직 계                   | 278명 |
|           | 고위공무원단                | 11명  |
|           | 3급 이하 5급 이상           | 147명 |
|           | 6급 이하                    | 112명 |
|           | 전문경력관                  | 6명   |
|           | 전문직공무원                | 2명   |

## 재정
총수입·총지출 기준 2023년 재정 규모는 다음과 같다.
| 구분         | 세입예산        | 작년 대비 증감 |
| ------------ | --------------- | -------------- |
| 일반회계     | 20억 600만 원   | +19.9%         |
| 남북협력기금 | 385억 1200만 원 | +10.51%        |
|              |                 |                |
| 합계         | 405억 1800만 원 | +10.94%        |

| 구분         | 구분 | 세출예산             | 작년 대비 증감 |
| ------------ | ---- | -------------------- | -------------- |
| 일반회계     | 통일 | 2233억 4000만 원     | -3.27%         |
| 남북협력기금 | 통일 | 1조 2124억 7400만 원 | -4.64%         |
|              |      |                      |                |
| 합계         | 합계 | 1조 4358억 1400만 원 | -4.42%         |

## 비판과 논란

### 잦은 조직 개편
조직 개편이 유난히 잦다는 비판이 있다. 통일부의 주요 역할은 대북 협상·정보 분석·인도적 지원·인권 기능인데 정권이 바뀔 때마다 중점 기능이 바뀌었다. 이명박 정부 때는 아예 통일부 폐지를 시도했다가 무위에 그쳤다. 하지만 대북교류 사업이 축소되고 정보 기능이 강화됐다. 박근혜 정부에서는 정보 역량이 축소되고 인도적 지원 기능이 강화됐으며 문재인 정부에서는 대북 교류가 힘을 받았다. 윤석열 정부가 출범하자 교류·협력 기능이 다시 축소되고 대북 인권을 강조하기 시작했다.

## 같이 보기
- 통일부 장관
- 통일부 차관
- 민주평화통일자문회의
- 서경방송

### 내용주
1. ↑  2명을 두며 1명은 고위공무원단 나등급에 속하는 별정직공무원으로, 나머지 1명은 3급 또는 4급 상당 별정직공무원으로 보한다.
2. ↑  2026년 9월 30일까지 존속하는 한시조직.
3. 1 2  2024년 12월 31일까지 존속하는 한시조직.
4. ↑  2025년 9월 30일까지 존속하는 한시조직.
5. ↑  2026년 4월 10일까지 존속하는 한시조직.
6. ↑  2025년 4월 19일까지 존속하는 한시조직.
7. ↑  한시정원 1명 포함.
8. ↑  한시정원 5명 포함.
9. ↑  한시정원 3명 포함.

### 참조주
1. 1 2  「통일부와 그 소속기관 직제」 별표 1·별표 4·별표 5
2. 1 2  기획재정부. “열린재정 > 재정연구분석 > 재정분석통계 > 예산편성현황(총수입)”. 《열린재정》. 2023년 1월 1일에 확인함.
3. 1 2  기획재정부. “열린재정 > 재정연구분석 > 재정분석통계 > 세목 예산편성현황(총지출)”. 《열린재정》. 2023년 1월 1일에 확인함.
4. ↑  “統一研究特委를構成”. 《경향신문》. 1966년 7월 14일. 2018년 6월 27일에 확인함.[깨진 링크(과거 내용 찾기)]
5. ↑  “統一特委 報告채택”. 《동아일보》. 1967년 1월 30일. 2018년 6월 27일에 확인함.[깨진 링크(과거 내용 찾기)]
6. ↑  “統一院발족을 延期”. 《경향신문》. 1968년 7월 18일. 2018년 6월 27일에 확인함.[깨진 링크(과거 내용 찾기)]
7. ↑  “民族의 宿望업고…國土統一院개원”. 《매일경제》. 1969년 3월 1일. 2020년 7월 4일에 원본 문서에서 보존된 문서. 2018년 6월 27일에 확인함.
8. ↑  “國土統一院에대한期待”. 《동아일보》. 1968년 7월 5일. 2018년 6월 27일에 확인함.[깨진 링크(과거 내용 찾기)]
9. ↑  “통일원 개원 20돌… 변화 움직임”. 《한겨레》. 1989년 3월 2일. 2018년 6월 27일에 확인함.[깨진 링크(과거 내용 찾기)]
10. ↑  “對北韓교류 調整기구 시급하다”. 《동아일보》. 1989년 2월 8일. 2018년 6월 27일에 확인함.[깨진 링크(과거 내용 찾기)]
11. ↑  “통일원 집행기구로 확대”. 《한겨레》. 1989년 1월 14일. 2018년 6월 27일에 확인함.[깨진 링크(과거 내용 찾기)]
12. ↑  “국토통일원 기구 격사문제 권한조정등 신중한 검토를”. 《동아일보》. 1990년 11월 29일. 2020년 7월 5일에 원본 문서에서 보존된 문서. 2018년 6월 27일에 확인함.
13. ↑  “統一적극추진 政府의지 반영 통일원장관 副總理격상 의미”. 《동아일보》. 1990년 11월 23일. 2018년 6월 27일에 확인함.[깨진 링크(과거 내용 찾기)]
14. ↑  오남석; 권로미 (2008년 1월 31일). “"통일부 폐지 경악" vs "냉전시대 산물"”. 《문화일보》. 2018년 6월 27일에 원본 문서에서 보존된 문서. 2018년 6월 27일에 확인함.
15. ↑  김성철 (2008년 1월 22일). “[정부개편 심층진단] 통일부 폐지해도 되나?”. 《MBN》. 2018년 6월 27일에 원본 문서에서 보존된 문서. 2018년 6월 27일에 확인함.
16. ↑  최재석 (2008년 2월 27일). “통일부, 1실3국1단으로 조직 대폭 축소(종합)”. 《연합뉴스》 (서울). 2020년 7월 4일에 원본 문서에서 보존된 문서. 2018년 6월 27일에 확인함.
17. ↑  정계성 (2017년 8월 24일). “통일부, 문재인 정부서 위상 강화… 박근혜 정부와 대조적”. 《시사위크》. 2018년 6월 27일에 원본 문서에서 보존된 문서. 2018년 6월 27일에 확인함.
18. ↑  김서연 (2023년 3월 24일). “통일부, 조직개편 단행…남북 소통 기능 축소·인도지원은 강화”. 《뉴스1》 (서울). 2023년 4월 11일에 확인함.
19. ↑  김승욱 (2023년 4월 11일). “"유감·규탄·경고"…대화 이끌던 통일부 이젠 대북압박 선봉에”. 《연합뉴스》 (서울). 2023년 4월 11일에 확인함.
20. ↑  법률 제2041호
21. ↑  법률 제4268호
22. ↑  법률 제5529호
23. ↑  정승혜 (2007년 12월 29일). “정부조직 개편 어떻게?”. 《MBC》. 2013년 5월 29일에 확인함.[깨진 링크(과거 내용 찾기)]
24. ↑  이지선 (2008년 2월 20일). “'15부 2처'로 합의… 해수부 폐지 통일부·여성부는 존치”. 《경향신문》. 2013년 5월 29일에 확인함.[깨진 링크(과거 내용 찾기)]
25. ↑  문재연 (2023년 7월 5일). “통일부 '조직개편' 정권 따라 오락가락…"北 상대할 전문가가 없다"”. 《한국일보》. 2023년 7월 8일에 확인함.